# Шудек
Шуде́к (рос. Шудек, башк. Шүдек) — село у складі Янаульського району Башкортостану, Росія. Адміністративний центр Шудецької сільської ради.
Населення — 525 осіб (2010; 486 у 2002).
Національний склад:
- удмурти — 93 %